# Love Collection 〜mint〜
『Love Collection 〜mint〜』（ラブ・コレクション・ミント）は、西野カナのベスト・アルバム。2013年9月4日にSME Recordsから『Love Collection 〜pink〜』とともに2枚同日発売された。

## 概要
西野カナデビュー5周年を記念した、自身初のベスト・アルバム。初回生産限定盤と通常盤の2形態のリリースで、初回生産限定盤はスペシャルオリジナルジャケット三方背BOX仕様、スペシャルブックレット同梱、ビデオクリップ集DVD付き、桜沢エリカ書き下ろしオリジナルアナザージャケット封入。なお、初回生産限定盤に限っては現在、入手困難となっている。
本作品は、2008年のデビューから2013年までに発売されたシングルから11曲と、アルバムリード曲から2曲、そして新録曲が2曲収録されている。直近で発売されたシングル曲「Believe」と「Always」のVideo Clip、アルバムリード曲「Be Strong」のVideo Clipはアルバム初収録となった。
『Love Collection 〜pink〜』とは両アルバムともサブタイトルに"Love"にまつわるイメージカラーがつけられており、本作品の「mint」は優しさや安心感を表しているという。
2年後の2015年には、本作を対する裏ベスト・アルバム『Secret Collection 〜GREEN〜』が、さらに5年後の2018年には、今作の続編(2013年 - 2018年)として、10周年記念ベスト・アルバム『Love Collection 2 〜mint〜』がそれぞれ発売された。

## 収録曲

### DISC 1：CD【全形態共通】
1. Believe [3:51]
作詞：Kana Nishino / 作曲：FAST LANE / 編曲：FAST LANE、HIRO DOI （NICHION）
  - 20thシングル
  - ハウスウェルネス「C1000」CMソング
  - アルバム初収録
2. 私たち [5:46]
作詞：Kana Nishino / 作曲・編曲：GIORGIO CANCEMI
  - 17thシングル
  - 映画『ガール』主題歌
  - ニッセン「ニッセン2012夏」CMソング
3. 会いたくて 会いたくて [4:42]
作詞：Kana Nishino、GIORGIO 13 / 作曲・編曲：GIORGIO CANCEMI
  - 10thシングル
  - ジェムケリーTV-CFソング
4. if [4:40]
作詞：Kana Nishino、GIORGIO 13 / 作曲・編曲：GIORGIO CANCEMI
  - 11thシングル
  - 劇場版『NARUTO -ナルト- 疾風伝 ザ・ロストタワー』主題歌
5. Distance [3:46]
作詞：Kana Nishino / 作曲：MATS LIE SKARE、FAST LANE / 編曲：MATS LIE SKARE、FAST LANE、HIRO DOI（NICHION）
  - 13thシングル
6. glowly days [3:41]
作詞：Kana Nishino / 作曲：Marimo Wamoto / 編曲：SiZK from ★STAR GUiTAR
  - 2ndシングル
  - TBS系『COUNT DOWN TV』エンディング・テーマ
7. MAKE UP [4:20]
作詞：Kana Nishino / 作曲・編曲：Kazuhiko.M
  - 4thシングル
  - 映画『チョコレート・アンダーグラウンド』主題歌
8. 遠くても feat.WISE [5:43]
作詞：Kana Nishino、WISE / 作曲・編曲：GIORGIO CANCEMI
  - 5thシングル
  - 中京テレビ『SAKAE TA☆RO』2009年3月度エンディング・テーマ
9. Dear… [5:28]
作詞：Kana Nishino / 作曲：Shinquo Ogura、GIORGIO CANCEMI / 編曲：GIORGIO CANCEMI
  - 8thシングル
  - NTTドコモ「がんばれ受験生 '09-'10」公式応援ソング
10. たとえ どんなに… [5:32]
作詞：Kana Nishino、SAEKI youthK（RzC） / 作曲：SAEKI youthK（RzC） / 編曲：Yuichi Hayashida
  - 15thシングル
  - SONY “ウォークマン” Play You. 「オンガクを、解放しよう。」project CMソング
11. Be Strong [4:43]
作詞：Kana Nishino / 作曲：KASUMI、SOTENBO
  - 4thアルバム『Love Place』のリード曲
  - HONDA『Honda meets Music』CMソング
12. Summer Girl feat.MINMI [3:49]
作詞：Kana Nishino、MINMI / 作曲：Jeff Miyahara、Kenji "JINO" Hino、Masa Kohama and MINMI / 編曲：Jeff Miyahara、Kenji "JINO" Hino、Masa Kohama
  - 2ndアルバム『to LOVE』のリード曲
13. Sweet Dreams [4:55]
作詞：Kana Nishino / 作曲：FAST LANE、MATS LIE SKARE
  - 新録曲
14. HAPPY HAPPY [4:43]
作詞：Kana Nishino / 作曲：DJ Mass(VIVID Neon*)、GRP(L-M-T)、etsuco、Shoko Mochiyama / 編曲：VIVID Neon*、Shoko Mochiyama
  - 新録曲
  - 奈良テレビ・三重テレビ『GW直前!伊勢・志摩・松阪 おとな女子のぜいたく旅』テーマソング（2019年4月放送）
15. Always [5:18]
作詞：Kana Nihino / 作曲：Ryo Nakamura、Yoo Nakamura / 編曲：Pochi
  - 19thシングル
  - SONY ヘッドホン『MDR-1シリーズ』CMソング
  - アルバム初収録

### DISC 2：DVD【初回生産限定盤のみ】
Kana Nishino Video Clips 〜mint〜
1. Believe [3:53]
2. 私たち [6:11]
3. 会いたくて 会いたくて [5:04]
4. if [5:07]
5. Distance [4:04]
6. glowly days [3:47]
7. MAKE UP [4:26]
8. 遠くても feat.WISE [6:01]
9. Dear… [5:51]
10. たとえ どんなに… [5:57]
11. Be Strong [5:08]
12. Always [5:38]